# Red Lips (film 1928)
Red Lips è un film muto del 1928 diretto da Melville W. Brown. La sceneggiatura si basa sul romanzo The Plastic Age di Percy Marks, pubblicato a New York 1924. Sceneggiato da James T. O'Donohoe da un adattamento firmato dallo stesso regista, il film aveva come interpreti Marian Nixon, Charles 'Buddy' Rogers, Stanley Taylor, Hayden Stevenson, Andy Devine.

## Trama
Al college, Hugh Carver viene espulso dalla squadra quando è trovato nel dormitorio delle ragazze, nella stanza di Cynthia Day. Lei lascia il college, lui inizia una vita spericolata che dura finché Cynthia non torna. Rimessa la testa a posto per merito di Cynthia, Hugh viene reintegrato nella squadra. Diventato un campione, Hugh comincia a fare piani per il suo futuro con la fidanzata.

## Produzione
Il film, le cui riprese iniziarono il 14 gennaio 1928, fu prodotto dall'Universal Pictures con il titolo di lavorazione Cream of the Earth. Un altro titolo di lavorazione fu The Plastic Age, che era il titolo del precedente adattamento per lo schermo del romanzo, film che era stato diretto nel 1925 da Wesley Ruggles.

## Distribuzione
Il copyright del film, richiesto dalla Universal Pictures Corp., fu registrato il 22 maggio 1928 con il numero LP25293.
Distribuito negli Stati Uniti dall'Universal Pictures, il film uscì nelle sale cinematografiche il 2 dicembre 1928. Nel Regno Unito, lo distribuì l'European Motion Picture Company il 3 giugno 1929. In Francia, prese il titolo Premiers baisers; in Brasile, quello di Lábios Rubros.
Non si conoscono copie ancora esistenti della pellicola che viene considerata presumibilmente perduta.